# Мердуш
Мердуш — река в России, протекает по Рязанской и Нижегородской областям. Левый приток реки Ермишь.

## География
Река Мердуш берёт начало в болотах Выксунского района Нижегородской области. Течёт на юг по территории Ермишинского района Рязанской области. У села Мердушь на реке образован большой пруд. Устье реки находится в 43 км от устья Ермиши. Длина реки составляет 39 км, площадь водосборного бассейна — 253 км².

## Данные водного реестра
По данным государственного водного реестра России относится к Окскому бассейновому округу, водохозяйственный участок реки — Мокша от водомерного поста города Темников и до устья, без реки Цна, речной подбассейн реки — Мокша. Речной бассейн реки — Ока.
Код объекта в государственном водном реестре — 09010200412110000028227.